# Nada Madani Aszur Abd Allah
Nada Madani Aszur Abd Allah (arab.  ندى مدني عاشور عبدالله; ur. 16 sierpnia 2000) – egipska zapaśniczka walcząca w stylu wolnym. Olimpijka z Paryża 2024, gdzie zajęła jedenaste miejsce w kategorii do 50 kg. 
Srebrna medalistka igrzysk afrykańskich w 2023. Mistrzyni Afryki w 2020; druga w 2019 i 2022. Zajęła siódme miejsce na igrzyskach śródziemnomorskich w 2022. Trzecia na mistrzostwach śródziemnomorskich w 2018. Piąta na igrzyskach wojskowych w 2019. 
Trzecia na MŚ U-23 w 2022, a także na MŚ kadetów w 2016. Mistrzyni Afryki juniorów w 2017; druga w 2019 roku.